# ولیکه دوله، تربنیه
ولیک دوله، تربنج (اسلوونیایی: Velike Dole, Trebnje) یک زیستگاه انسانی در اسلوونی است که در Lower Carniola واقع شده‌است.

## خصوصیات
ولیک دوله ۱٫۶۲ کیلومترمربع مساحت و ۴۶ نفر جمعیت دارد و ۳۳۳٫۹ متر بالاتر از سطح دریا واقع شده‌است.